# Йоганн Каролус

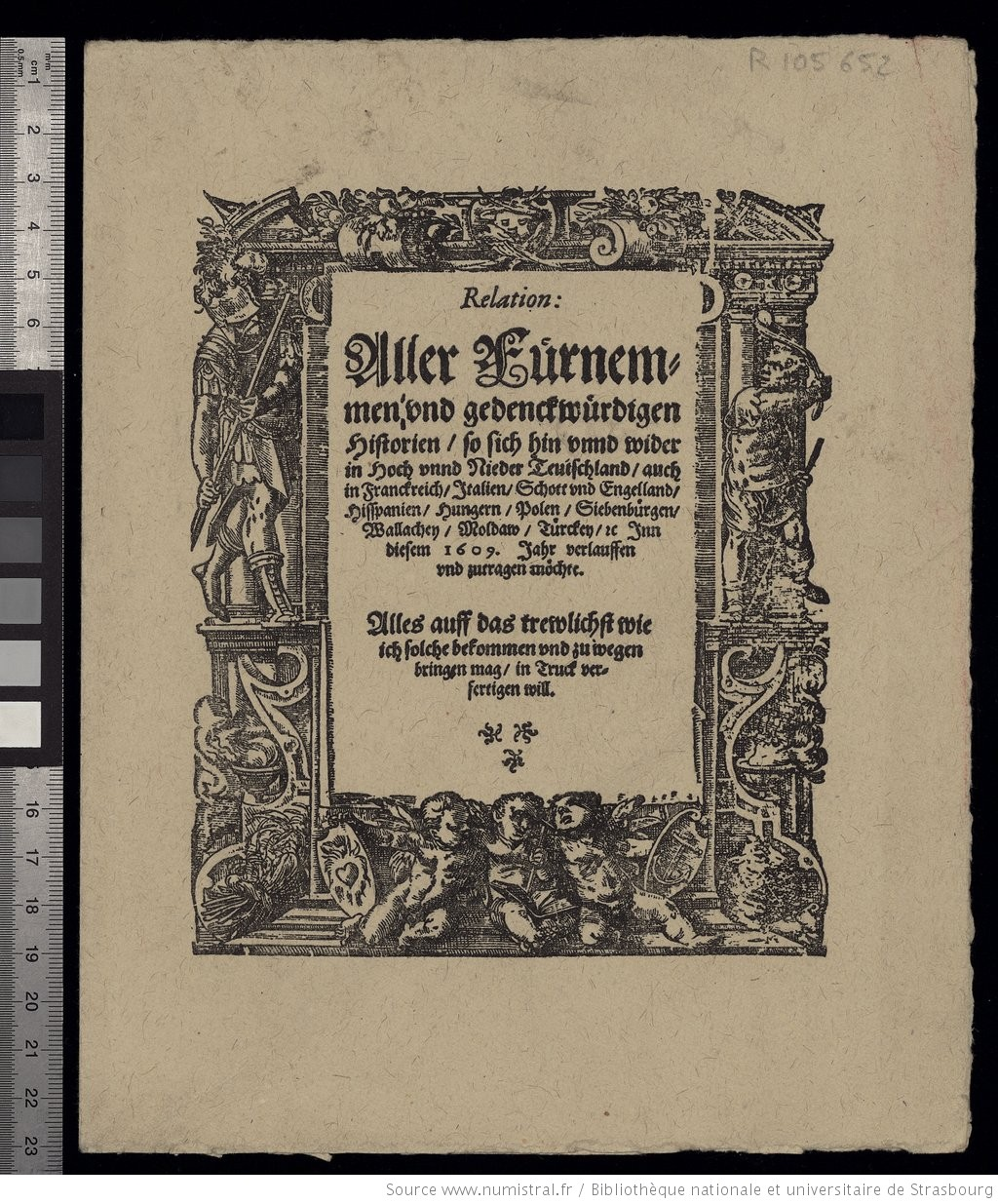
Титульна сторінка Relation …, випуск 1609 р.

Йоган Каролус (1575—1634) — видавець першої у світі газети Relation aller Fürnemmen und gedenckwürdigen Historien («Повідомлення всіх видатних і пам'ятних історій»).
За першу у світі газету Relation… визнають як Світова Газетна Асоціація, так і більшість дослідників..
Relation… виходила німецькою мовою в Страсбурзі (тоді вільному імперському місті Священної Римської імперії). У ній публікувалися підбірки новин із Кельна, Риму, Відня, Праги.
Перед тим Й.Каролус, маючи мережу кореспондентів у згаданих містах, займався продажем рукописних новин багатим передплатникам. Придбання друкарського верстата дало йому змогу перейти до поширення свого продукту більшим тиражем за нижчими цінами.
У жовтні 1605 р. він звернувся до магістрату Страсбурга з проханням захистити його авторське право від передруків іншими видавцями.

## Датування
2005 року Світова Газетна Асоціація визнала, що брошура (газета) Каролуса виходила, починаючи з 1605 року, а не з 1609-го, як вважалося раніше.
Свідоцтвом про народження газети може вважатися датоване 1605 роком клопотання Каролуса, знайдене в муніципальному архіві Страсбурга в 1980-х років:
Зважаючи на те, що дотепер я видавав щотижневі рукописні новини, як компенсацію за деякі з річних видатків повідомляв Вас щотижня стосовно річної оплати; Проте копіювання було повільним і потребувало багато часу, і, до того ж, я нещодавно придбав за високою ціною друкарський верстат покійного Томаса Йобіна та встановив останній у себе вдома, але не заради грошей, а лише заради виграшу часу; І з того часу протягом кількох тижнів (і тепер уже в дванадцятий раз), я друкував і видавав згадані новини на моєму друкарському верстаті, не без великих зусиль, бо щоразу мусив замінювати [друкарські] форми на [друкарському] пресі…
У Relation… швидко знайшлися послідовники в особі інших газет — таких, як Avisa Relation oder Zeitung.

## Визначення формату
Якщо поняття «газета» визначити функціональними критеріями загальної доступності, періодичності й актуальності (коли окрему підбірку поточних подій регулярно подають із часовими проміжками достатньо короткими, щоби не відстати від наступних новин), тоді Relation… була першою європейською газетою.
Англійський історик книгодрукування Стенлі Морісон, використовуючи критерій формату, а не функції, вважав, що Relation… належить класифікувати як newsbook, бо вона використовувала формат і більшість традицій книги: друкувалася у форматі ін-кварто, мала окремий титульний аркуш, текст був розміщений у єдиній широкій шпальті тощо.
Керуючись цими критеріями, першою у світі газетою слід вважати голландську «Courante uyt Italien, Duytslandt, & c.» (1618), але, за тими ж критеріями, жодну німецьку, англійську, французьку чи італійську щотижневу (і навіть щоденну) публікацію новин першої половини XVII століття не можна вважати «газетами».

## Дивись також
- Weber, Johannes: Straßburg 1605: Die Geburt der Zeitung, in: Jahrbuch für Kommunikationsgeschichte, Vol. 7 (2005), S. 3-27. Архів оригіналу (PDF) за 27 червня 2013. Процитовано 16 березня 2009.
- Weber, Johannes: "Unterthenige Supplication Johann Caroli / Buchtruckers". Der Beginn gedruckter politischer Wochenzeitungen im Jahre 1605, Erstveröffentlichung in: Archiv für Geschichte des Buchwesens, Vol. 38 (1992), S. 257-265 (PDF). Архів оригіналу (PDF) за 27 червня 2013. Процитовано 16 березня 2009.